# IC 4769
IC 4769 — галактика типу SBbc (компактна витягнута галактика) у сузір'ї Павич.
Цей об'єкт міститься в оригінальній редакції індексного каталогу.